# رحیم نوروزی
رحیم نوروزی (زادهٔ ۷ مرداد ۱۳۴۶) بازیگر سینما و تلویزیون اهل ایران است. نوروزی فارغ‌التحصیل کاردانی رشتهٔ مرمت بناهای تاریخی و کارشناسی تئاتر با گرایش ادبیات نمایشی از دانشگاه آزاد اسلامی است. با حضور در کلاس های بازیگری بهروز بقایی و بهزاد عشقی و نمایشنامه های اکبر رادی به بازیگری علاقمند شد. او فعالیت خود را از سال ۱۳۷۹ آغاز کرد ولی با نقش فرخ در سریال پس از باران به شهرت رسید. از دیگر نقش‌های معروف وی می‌توان به نقش آخناتون در سریال یوسف پیامبر  اشاره‌ کرد.

## فیلم‌شناسی

### سینما
| سال  | عنوان            | نقش | کارگردان                  | توضیحات |
| ---- | ---------------- | --- | ------------------------- | ------- |
| ۱۴۰۱ | غریب             |     | محمدحسین لطیفی            |         |
| ۱۳۹۵ | اشنوگل           |     | علی سلیمانی، هادی حاجتمند |         |
| ۱۳۸۹ | آسمان هشتم       |     | حسن نجفی                  |         |
| ۱۳۸۷ | دوزخ، برزخ، بهشت |     | بیژن میرباقری             |         |
| ۱۳۸۷ | یک گزارش واقعی   |     | داریوش فرهنگ              |         |
| ۱۳۸۵ | قصه دل‌ها         |     | هوشنگ عزیزپور             |         |
| ۱۳۸۲ | شکلات            |     | افشین شرکت                |         |
| ۱۳۸۱ | تب               |     | رضا کریمی                 |         |

### تلویزیون
| سال  | عنوان                        | نقش                     | کارگردان          | توضیحات                                 |
| ---- | ---------------------------- | ----------------------- | ----------------- | --------------------------------------- |
| ۱۴۰۳ | آخرین دیدار                  |                         | علی درخشنده       | پخش از شبکه دو                          |
| ۱۴۰۳ | طوبی                         | جهانگیر (ابراهیم) ثابتی | سعید سلطانی       | پخش از شبکه شبکه یک                     |
| ۱۴۰۳ | روزی روزگاری برادر           |                         | محمدرضا آهنج      | پخش از شبکه سه                          |
| ۱۴۰۲ | محرمانه                      |                         | محمود معظمی       | پخش از شبکه سه                          |
| ۱۴۰۱ | تمام رخ                      |                         | محمود معظمی       | پخش از شبکه سه                          |
| ۱۳۹۹ | خانهٔ امن                     |                         | احمد معظمی        |                                         |
| ۱۳۹۶ | روزهای بهتر                  |                         | حمیدرضا لوافی     | ایپزود گذر از مه، پخش از شبکه یک        |
| ۱۳۹۵ | کشیک قلب                     |                         | حسین مهکام        |                                         |
| ۱۳۹۴ | آسمان من                     |                         | محمدرضا آهنج      | پخش از شبکه شبکه افق                    |
| ۱۳۹۴ | نفس گرم                      |                         | محمدمهدی عسگرپور  | پخش از شبکه یک                          |
| ۱۳۹۴ | معمای شاه                    |                         | محمدرضا ورزی      | پخش از شبکه یک                          |
| ۱۳۹۴ | زاویه هفتم                   |                         | امیرحسین شریفی    | پخش از شبکه سه                          |
| ۱۳۹۴ | شیوع                         |                         | محمود معظمی       | [ ۶ ]                                   |
| ۱۳۹۳ | فاخته                        |                         | محمود معظمی       | پخش از شبکه دو                          |
| ۱۳۹۲ | یادآوری                      |                         | حجت قاسم‌زاده اصل  | پخش از شبکه آی‌فیلم                      |
| ۱۳۹۱ | خانه‌ای روی تپه               |                         | داریوش یاری       | پخش از شبکه دو                          |
| ۱۳۹۱ | چند کوچه پایین‌تر             |                         | سیروس رنجبر       | پخش از شبکه سه                          |
| ۱۳۹۰ | ششمین نفر                    |                         | بهمن گودرزی       | پخش از شبکه سه                          |
| ۱۳۹۰ | راستش را بگو                 |                         | محمدرضا آهنج      | پخش از شبکه یک                          |
| ۱۳۸۹ | همچون سرو                    |                         | بیژن بیرنگ        | پخش از شبکه دو                          |
| ۱۳۸۹ | قفسی برای پرواز              |                         | یوسف سیدمهدوی     | پخش از شبکه یک                          |
| ۱۳۸۸ | نردبام آسمان                 |                         | محمدحسین لطیفی    | پخش از شبکه یک                          |
| ۱۳۸۸ | عبور از پاییز                |                         | مسعود شاه‌محمدی    | پخش از شبکه دو                          |
| ۱۳۸۸ | شاید برای شما هم اتفاق بیفتد |                         | محمود معظمی       | ایپزود مسافر دو دنیا، پخش از شبکه تهران |
| ۱۳۸۷ | یوسف پیامبر                  | آخناتون                 | فرج‌الله سلحشور    | پخش از شبکه یک                          |
| ۱۳۸۷ | شیخ بهایی                    |                         | شهرام اسدی        | پخش از شبکه دو                          |
| ۱۳۸۷ | روز حسرت                     |                         | سیروس مقدم        | پخش از شبکه یک                          |
| ۱۳۸۷ | عملیات ۱۲۵                   |                         | محمدرضا آهنج      | فصل دوم، پخش از شبکه پنج                |
| ۱۳۸۶ | شهریار                       |                         | کمال تبریزی       | پخش از شبکه دو                          |
| ۱۳۸۶ | مدار صفر درجه                |                         | حسن فتحی          | پخش از شبکه یک                          |
| ۱۳۸۵ | بوی گل‌های وحشی               |                         | حسینعلی لیالستانی | پخش از شبکه دو                          |
| ۱۳۸۵ | سال‌های برف و بنفشه           |                         | سعید سلطانی       | پخش از شبکه سه                          |
| ۱۳۸۴ | و خداوند عشق را آفرید        |                         | مسعود شاه‌محمدی    | پخش از شبکه سه                          |
| ۱۳۸۲ | خانه‌ای در تاریکی             |                         | سعید سلطانی       | پخش از شبکه سه                          |
| ۱۳۸۲ | کلانتر ۲                     |                         | محسن شاه‌محمدی     | پخش از شبکه یک                          |
| ۱۳۸۲ | راز شیوا                     |                         | پرویز حسن‌پور      |                                         |
| ۱۳۸۲ | چراغ‌های خاموش                |                         | کاظم بلوچی        |                                         |
| ۱۳۸۰ | آواز مه                      |                         | حسینعلی لیالستانی | پخش از شبکه یک                          |
| ۱۳۷۹ | پس از باران                  | فرخ گلابدر‌ه‌ای           | سعید سلطانی       | پخش از شبکه سه                          |
| ۱۳۷۹ | مثل زندگی                    |                         | بهروز بقایی       | پخش از شبکه یک                          |
| ۱۳۷۹ | دختران                       |                         | اصغر توسلی        | پخش از شبکه پنج                         |
| ۱۳۷۷ | دنیای شیرین دریا             |                         | بهروز بقایی       | پخش از شبکه یک                          |

### نمایش خانگی
| سال  | عنوان | نقش   | کارگردان   | توضیحات     |
| ---- | ----- | ----- | ---------- | ----------- |
| ۱۴۰۳ | آبان  | محمود | رضا دادویی | پلتفرم شیدا |

#### تله‌فیلم
- خشم و قضاوت (مهرداد خوشبخت)
- پیگرد (مهرداد خوشبخت)
- بهشت منتظر می ماند (محمدرضا آهنج)
- تی تی (حسین لیالستانی)
- کرگدن (فرزاد موتمن)
- شب زده (فرزاد موتمن)
- چند روز مهربانی (سعید اسدی)
- پشت نیمه شب (سعید اسدی)
- حصیر سرد (محمدرضا معینی)
- مسافر شب (حسن نصیری)
- چهار حرفی (جمشید محمودی)
- روز پنجم (فریدون فرهودی)
- اولتیماتوم (حسن لفافیان)
- چهارگاه (مجید تربتی)
- بن بست (حسین تبریزی)
- فال قهوه (فرزاد موتمن)
- خانه کاغذی (احمد معظمی)
- خانه خوب (عباس مرادیان)
- چراغ های رابطه (مهدی گلستانه)
- شانس سیاه
- شکارچی
- استخوان
- مرثیه‌ای برای مرتضی
- کوه خواجه

### تئاتر

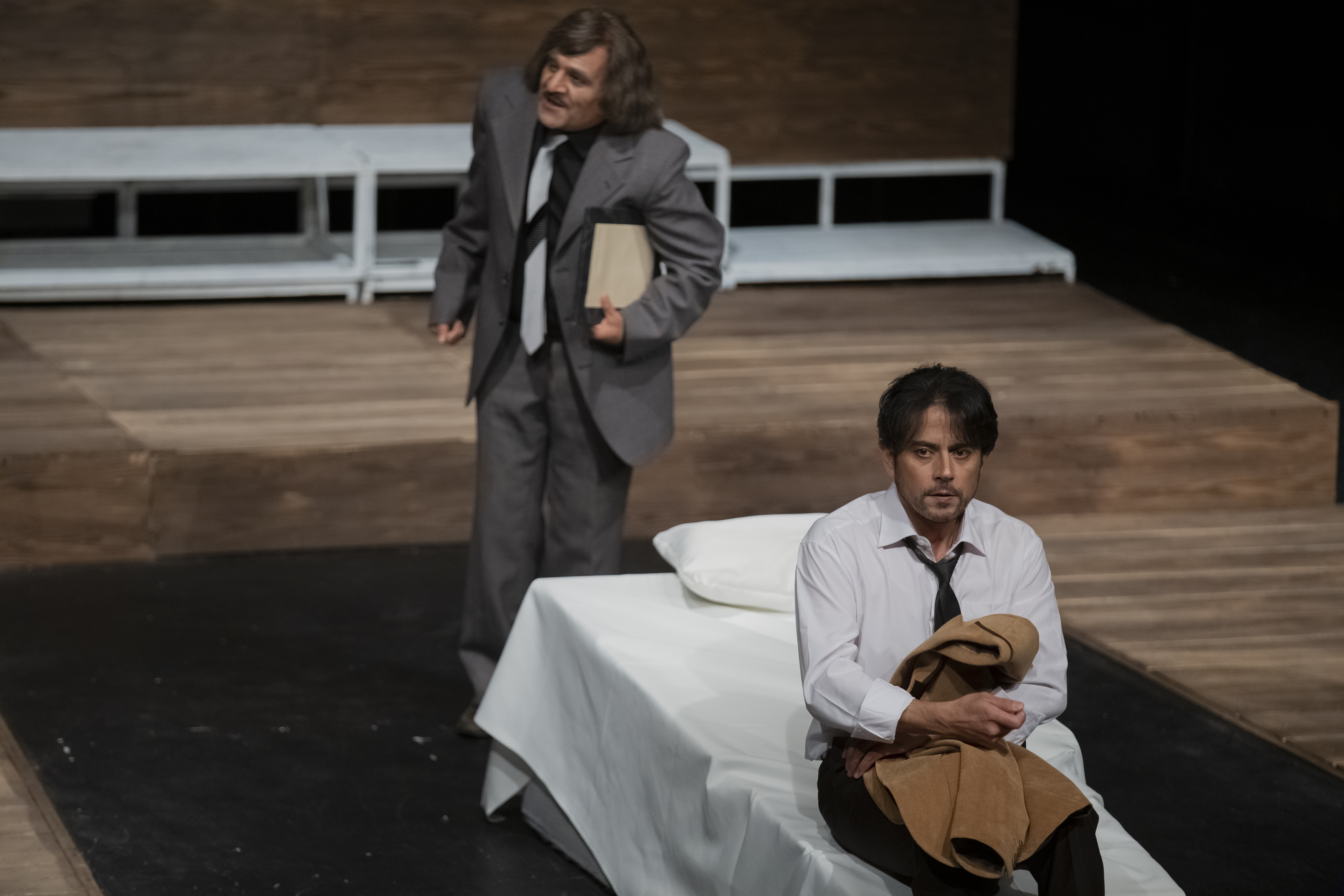
رحیم نوروزی و سیاوش چراغی پور در تئاتر بیگانه، سالن تئاتر شهر تهران

- بر فراز برجکها (کارگردانی متن محمد رضایی راد)
- میرم روزنامه بخرم (نویسنده و کارگردان)
- شما خانمی با مانتوی آبی ندیدید؟ (نویسنده و کارگردان)
- پنجره‌ها (فرهاد آئیش)
- عشق و عالیجناب (حسین پاکدل)
- هندوانه (نویسنده، کارگردان، بازیگر)[۷]
- مرگ فروشنده (سال ۹۳)
- یک صبح ناگهان (حسین پاکدل)
- بیگانه (بر مبنای اثر آلبر کامو)
- دژاوو (مسعود دلخواه) (سال ۹۴)
- مستأجر (ستاره امینیان) (برمبنای رمان رولان توپور) (سال ۹۵)
- کلنل